# Reserva (Paraná)
Reserva est une municipalité brésilienne située dans l'État du Paraná.